# Кленовська Рімава
Кленовська Рімава (словац. Klenovská Rimava) — річка в Словаччині, права притока Рімави, протікає в окрузі Рімавска Собота.
Довжина — 19 км. Протікає селом Кленовєц.
Витік знаходиться в масиві Вепорські гори на висоті 960 метрів. Збудоване водосховище Кленовець. Серед приток — Вепорський потік і Черешньовий потік.
Впадає у Рімаву в місті Рімавська Собота на висоті 290 метрів.